# Paracynarctus
Paracynarctus — вимерлий рід підродини псових Borophaginae, що родом із Північної Америки. Він жив від раннього міоцену до середнього міоцену 16.0–13.6 Ma. Ймовірно, він був всеїдним, і йому не вистачало пристосувань до розтріскування кісток, які були знайдені в деяких пізніших борофагінах.
P. kelloggi спочатку був знайдений у Віргінській долині, штат Невада в барстовському земному горизонті.